# Yela Loffredo de Klein
Yela Loffredo Rodríguez, plus tard connue sous le nom de Yela de Klein ou Yela Loffredo de Klein, née le 22 juillet 1924 à Guayaquil et morte dans la même ville le 16 mai 2020, est une sculptrice équatorienne qui a également dirigé le musée municipal de Guayaquil et le département culturel de l'École Supérieure Polytechnique du Littoral.

## Biographie
Yela Loffredo est née à Guayaquil en 1924. Elle était l'un des treize enfants de Julia Rodríguez et Salvatore Loffredo. Son père était un émigré italien. Elle choisit de vivre au quartier de Las Peñas avec son mari, le joueur et arbitre international d'échecs germano-équatorien Paul Klein. Sa mère décède lors du tremblement de terre de 1942 à Guayaquil.
Yela Loffredo a cofondé en 1966 l'Association culturelle du quartier de Las Peñas, à Guayaquil, après avoir visité le village de Greenwich. La fondation de cette association culturelle est célébrée chaque année le 25 juillet. Cette association culturelle a organisé chaque année pendant 53 ans une exposition dans la rue Numa Pompilio Llona, où résidaient Klein et Loffredo.
En 1971, Loffredo devient directrice du musée municipal de Guayaquil, qu'elle trouve en mauvais état, avec les ampoules grillées et les œuvres conservées à même le sol dans du papier journal, en l'absence d'un local de réserve adéquat. Loffredo a travaillé avec sa fille Tanya Klein à la mise en valeur du musée,.
Elle a dirigé le département culturel de l'École Supérieure Polytechnique du Littoral (ESPOL) pendant 32 ans à partir de 1979. En 1999, Yela Loffredo reçoit le Prix Eugenio-Espejo.

## Mort et postérité
Loffredo est morte à Guayaquil en 2020. Sa statue Vénus de Valdivia se trouve dans le Parque Lineal del Salado de Guayaquil.
En 2022, le Musée municipal de Guayaquil lui consacre une rétrospective. La poète et écrivaine Rosa Amelia Alvarado a suggéré au maire de Guayaquil que le musée municipal de Guayaquil soit rebaptisé en son honneur.